# Acacia complanata
Acacia complanata é uma espécie de leguminosa do gênero Acacia, pertencente à família Fabaceae.